# Verwaltungsgliederung Fidschis

Karte der Republik Fidschi mit Grenzen der Divisionen und Provinzen

Wappen der Fidschi-Inseln

Die Republik Fidschi ist in vier Divisionen (divisions) (Central, Northern, Eastern, Western) sowie ein abhängiges Gebiet (dependency) (Rotuma) unterteilt. Die Divisionen setzen sich jeweils aus mehreren Provinzen (yasana) zusammen, insgesamt 14 an der Zahl (ohne Rotuma). Unterhalb der Provinzen gibt es drei traditionelle Ebenen von Herrschaftsgebieten:
1. Distrikte (Tikina Cokavata)
2. Subdistrikte (Tikina Vou)
3. Dörfer (Koro)

Eine erste offizielle Volkszählung fand 1881 statt mit dem Ergebnis von 127.486 gezählten Einwohnern, die letzte Volkszählung fand 2007 statt mit dem Ergebnis von 837.271 Einwohnern.
| Division (Hauptstadt) | Provinz (Hauptstadt)      | Fläche km² | Bevölkerung 2007 |
| --------------------- | ------------------------- | ---------- | ---------------- |
| Central (Suva)        | Naitasiri (Vunidawa)      | 1.666      | 160.760          |
| Central (Suva)        | Namosi (Namosi)           | 570        | 6.898            |
| Central (Suva)        | Rewa (Suva)               | 272        | 100.787          |
| Central (Suva)        | Serua (Navua)             | 830        | 18.249           |
| Central (Suva)        | Tailevu (Nausori)         | 955        | 55.692           |
| Northern (Labasa)     | Bua (Nabouwalu)           | 1.379      | 14.176           |
| Northern (Labasa)     | Cakaudrove (Savusavu)     | 2.816      | 49.344           |
| Northern (Labasa)     | Macuata (Labasa)          | 2.004      | 72.441           |
| Eastern (Levuka)      | Kadavu (Vunisea)          | 478        | 10.167           |
| Eastern (Levuka)      | Lau (Lakeba)              | 487        | 10.683           |
| Eastern (Levuka)      | Lomaiviti (Levuka)        | 411        | 16.461           |
| Western (Lautoka)     | Ba (Lautoka)              | 2.634      | 231.760          |
| Western (Lautoka)     | Nadroga-Navosa (Sigatoka) | 2.385      | 58.387           |
| Western (Lautoka)     | Ra (Rakiraki)             | 1.341      | 29.464           |
| Rotuma (Ahau)         | Rotuma (Ahau)             | 46         | 2.002            |